# Корякино (Сокольский район)
Корякино — деревня в Сокольском районе Вологодской области на реке Бохтюга.
Входит в состав Архангельского сельского поселения, с точки зрения административно-территориального деления — в Архангельский сельсовет.
Расстояние по автодороге до районного центра Сокола — 16 км, до центра муниципального образования Архангельского — 1 км. Ближайшие населённые пункты — Курилово, Гоголицыно, Иванково, Тупицыно, Архангельское, Кузьминское, Погорелка.
По данным переписи в 2002 году постоянного населения не было.